# Blithfield Hall

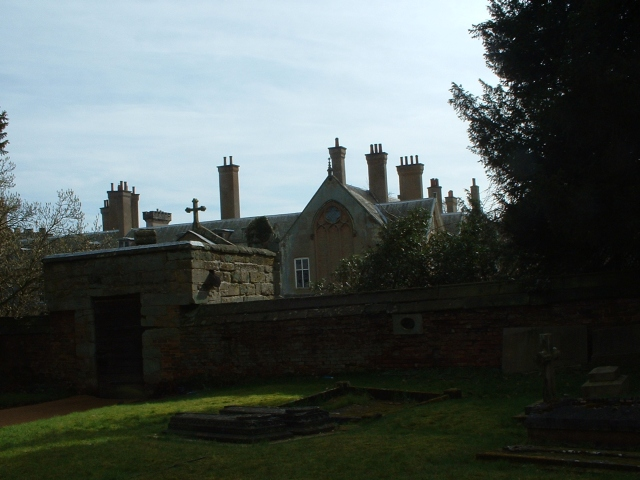
Vista de Blithfield Hall.

Blithfield Hall (pronounciado localmemte Bliffield), é um palácio rural privado. Este listed building classificado com o Grau I, localiza-se no Staffordshire, Inglaterra, cerca de 14 km (9 milhas) a leste de Stafford, 11 km (7 milhas) a sudoeste de Uttoxeter e 8 km (5 milhas) a norte de Rugeley.

## História
O palácio, com as suas torres e paredes acasteladas, tem sido a residência da família Bagot desde o século XIV. O edifício actual apresenta, principalmente, um estilo isabelino, com uma fachada neogótica acrescentada na década de 1820, provavelmente, segundo um desenho de John Buckler.
Em 1945, o edifício, então num estado negligenciado e delapidado, foi vendido por Gerald Bagot, (5º Barão Bagot), juntamente com a propriedade de 2,6 km2 (650 acres), à Companhia South Staffordshire Waterworks (Trabalhos Hidráulicos do Sul Staffordshire), cuja intenção era construir um reservatório  (concluido em 1953). O 5º barão faleceu em 1946,tendo vendido muitos dos conteúdos da casa. O seu sucessor e primo, Caryl Bagot, 6º Barão Bagot, voltou a comprar a propriedade e 120.000 m2 (30 acres) de terra à companhia de águas e começou um extenso programa de renovação e restauro. 
O 6º barão faleceu em 1961 e legou a propriedade à sua viúva, Nancy, Lady Bagot. Rm 1986, o palácio foi dividido em quatro casas separadas. A parte principal, que inclui o grande hall, pertence ao Bagot Jewitt Trust (Instituto Bagot Jewitt). Nancy, Lady Bagot, e a família Bagot Jewitt continua a residir no edifício.
Todos os anos, numa segunda-feira no início de Setembro, os habitantes da vizinha aldeia de Abbots Bromley visitam o palácio para apresentar a Abbots Bromley Horn Dance (Dança do Chifre de Abbots Bromley).
Blithfield Hall é conhecido como o local de origem duma raça de capra, a Bagot Goat. A parte da paróquia conhecida como Bagot's Bromley (Bromley de Bagot) tomou o seu nome a partir da posse pela família desde 1360. O Bagot's Wood (Bosque de Bagot), o que resta da antiga Needwood Forest (Floresta de Needwood), também tomou o nome dos Bagot.